# Schaapbulten
Schaapbulten, vroeger ook wel Schaapsbulten, Gronings: Schoapbulten, is een gehucht in de gemeente Eemsdelta, tussen Delfzijl en Wagenborgen in de Nederlandse provincie Groningen. In 2006 telde het gehucht 33 inwoners. Het ligt rond de kruising van de Ideweersterweg met de Geefsweersterweg en erdoor loopt het Wagenborgermaar, dat iets noordelijker uitstroomt in het Afwateringskanaal van Duurswold. 
Schaapbulten ligt op een slingerende dekzandrug, die begint bij Wilderhof en doorloopt tot het verdwenen gehucht Ideweer. Op een kaart uit 1790 staat alleen de naam Schaapbulten vermeld. Er woonden vooral landarbeiders en kleine boeren. Het buurtje wordt genoemd in 1818 en staat met vier huizen afgebeeld op de kadastrale minuutplan van 1832. In 1910 telde de buurtschap, waartoe ook de directe omgeving werd gerekend, 29 huizen en 125 inwoners; in 1930 25 huizen en 100 inwoners. Het grootste deel is na de Tweede Wereldoorlog gesloopt. In het kader van de ruilverkaveling van Weiwerd is het landschap volledig opnieuw ingericht.
De journalist Wiert Eelssema schetst in 1961 een beeld van rust en verlatenheid:
…  der is gain verhaarde weg, moar 'n loane mit 'n sintelpad der noast. Der stoan 'n stok of wat aarbaidershoeskes en 'n stok of wat ploatskes, 'n stoomgemoal en aal dij mensen, dij doar wonen, dij wonen der wel ainzoam. …  't Bennen aaltemoal nette woninkjes. … Vrouger het Schoapbulten groter west. Der bennen in leste joaren hoezen oafbroken en mensen wegtrokken.  … Enfin veur 'n gedailte van dizze mensen is 't leed gaauw leden. De weg laangs Stinkvoart wordt binnenkört verhaard en den ken je der beter kommen. Moar den is 't ook doan mit de vree en de rust.
Over Schaapbulten werden vroeger vaak grappen gemaakt. De plek gold zo ongeveer als het einde van de wereld. Een bijnaam voor het buurtje was Taaibaargen (taai = koosnaam voor schapen).  

## Geschiedenis
De naam verwijst naar schapen en naar bulten, kleine verhogingen in het landschap. Eventueel kunnen zulke hoogtes ooit opgeworpen zijn om het vee een droge plek te geven. De landerijen rond de nederzetting waren zo zanderig dat er alleen schapen konden worden geweid.  
In 1631 werd twee deimt land op de Schaepbulten verkocht, grenzend aan het kerken- en pastorieland van Farmsum. Maar al eerder, in 1560, wordt hier de Pape Bult genoemd, een stuk land van twee grazen dat tot de pastorielanden behoorde. Mogelijk was dit een andere naam voor de hoogte van Schaapbulten en is deze naam later verbasterd. De bult lag op een hoogte ten oosten van de Howeerster wech, waarmee misschien de weg vanuit het dorp werd bedoeld.  
Een van de eerste bekende bewoners van Schaapbulten was een zekere Derk Jans, die in 1812 de familienaam Van der Bult koos.  
Sinds de middeleeuwen liep belangrijkste verbinding van Farmsum naar Duurswold, de Breede laan, via Schaapbulten. Parallel daaraan liep de Stinkvaartlaan. Het waren niet meer dan onverharde karrensporen. In 1908 werd een grindweg van Meedhuizen naar Schaapbulten aangelegd, waarvoor onder andere puin werd gebruikt van het afgebrande Academiegebouw van de Rijksuniversiteit Groningen. Later werd de weg geasfalteerd. Het bruggetje over het Farmsumermaar stond in de 19e eeuw bekend als de Armoedstil.

## De Bulterij
Ten oosten van Schaapbulten, aan het einde van de Westerweg, lag in de 19e eeuw de boerderij De Bulterij, die rond 1900 verdwenen is.  Hier woonde in 1785 een zekere Hindrik Berends, die zich later Bult noemde. Er wordt wel beweerd dat het huis naar hem is vernoemd. De plek was vermoedelijk al langer bewoond. De kadasterkaart van 1832 toont een rechthoekig gebouw, mogelijk een kleine stolpboerderij. Het gebied lag in de Weiwerdermeeden, maar het hoorde bij het waterschap Wagenborgen en waterde uit op de Stinkvaartsmolen. Het huis stond ten oosten van het Weiwerderweg nr. 10.

## Polecei
Ten westen van Schaapbulten staat boerderij Polecei, die in 1869 onder de naam Polecey werd gebouwd, maar bij de oorlogshandelingen bij de bevrijding van Delfzijl verwoest werd. In 1947 werd de boerderij herbouwd naar ontwerp van Egbert Reitsma. Ten zuiden van Schaapbulten stond tussen 1873 en 1939 een watermolen ter bemaling van de Proostpolder rond het voormalige Proostmeer.
De naam verwijst naar de Poleceisterlanden of Poleceylanden, een meenschaar van het dorp Farmsum en de omliggende buurtschappen.

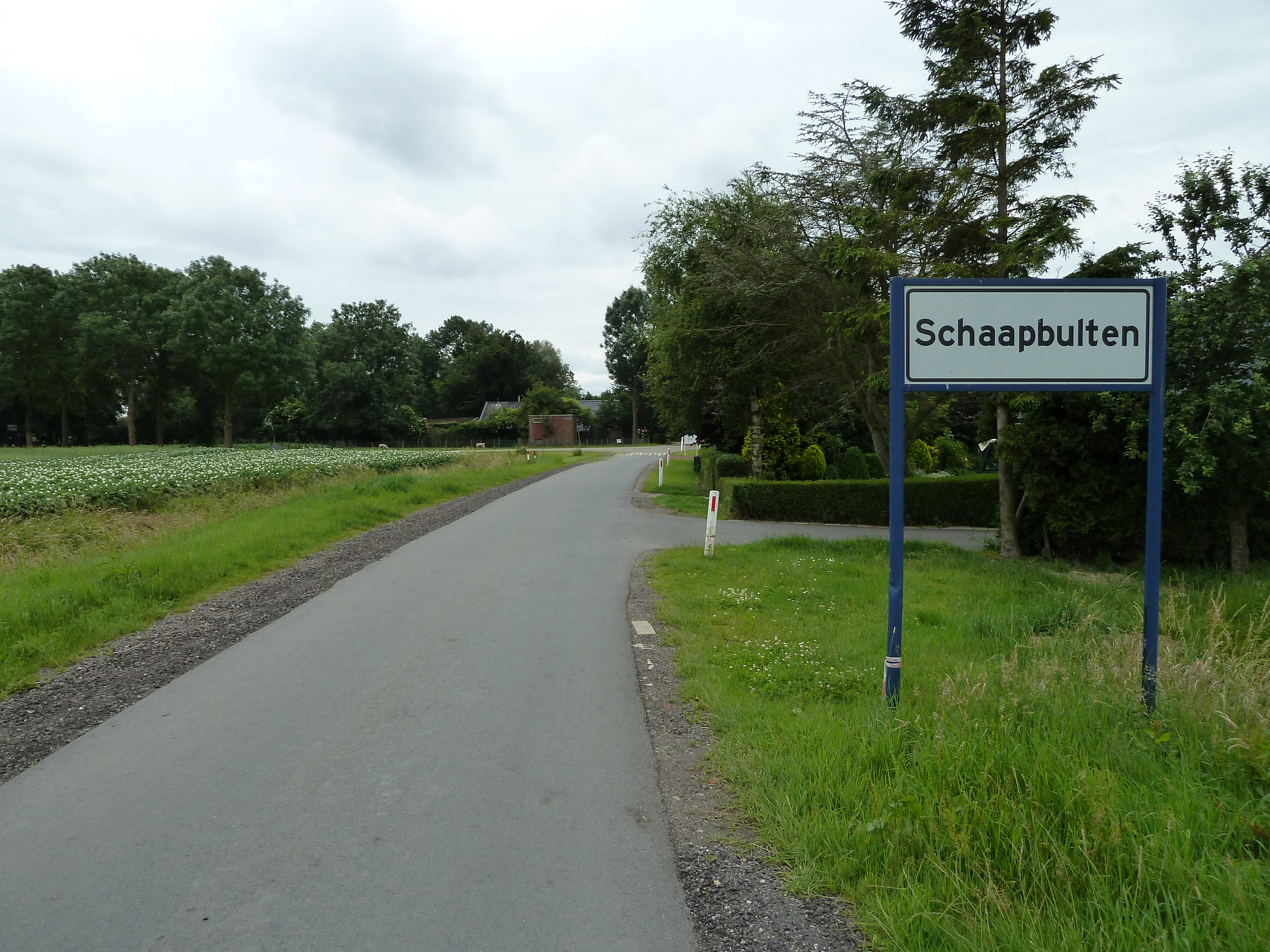
Entree noordzijde (vanaf Geefsweer)
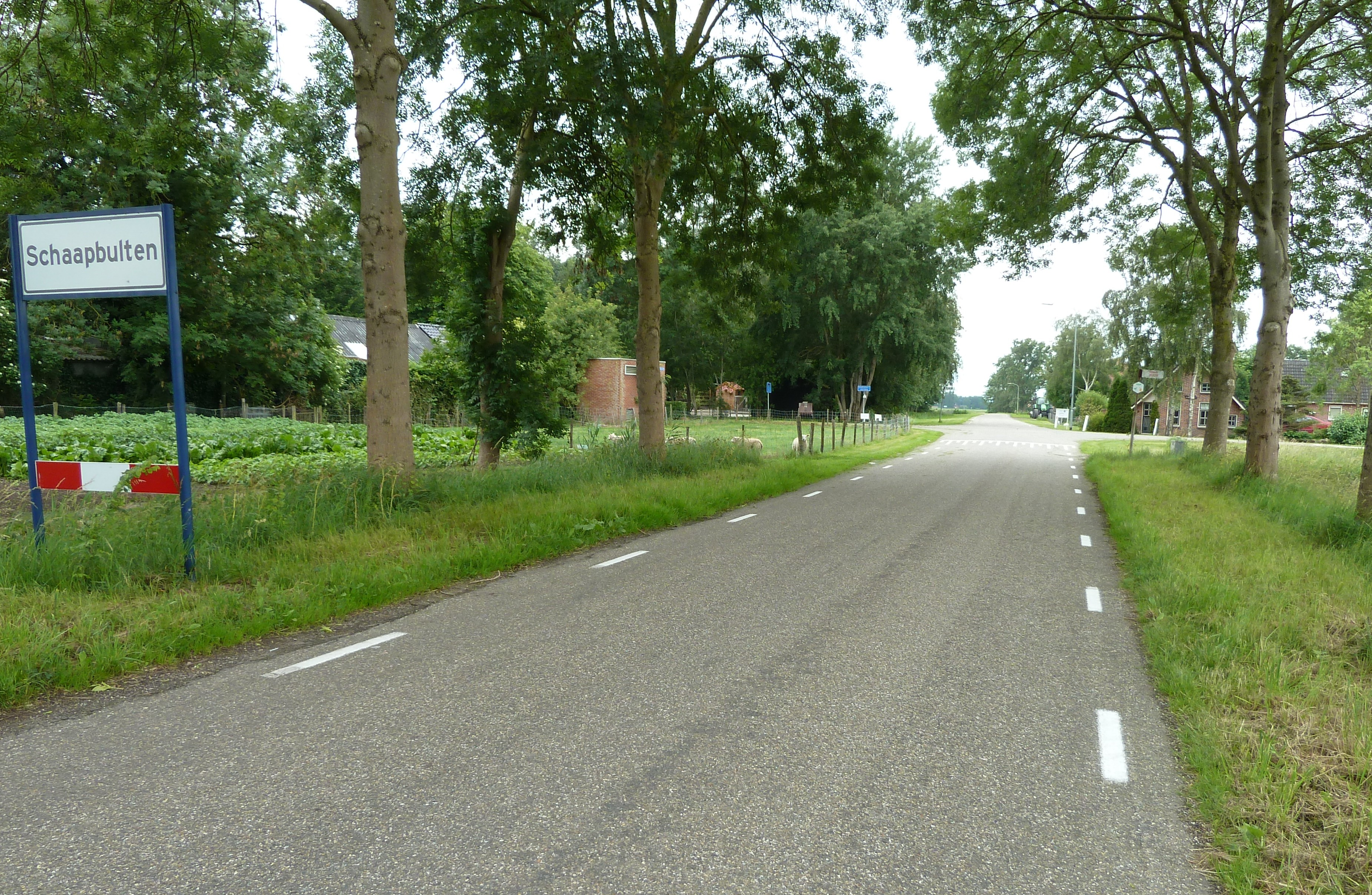
Entree oostzijde (vanaf Ideweer)
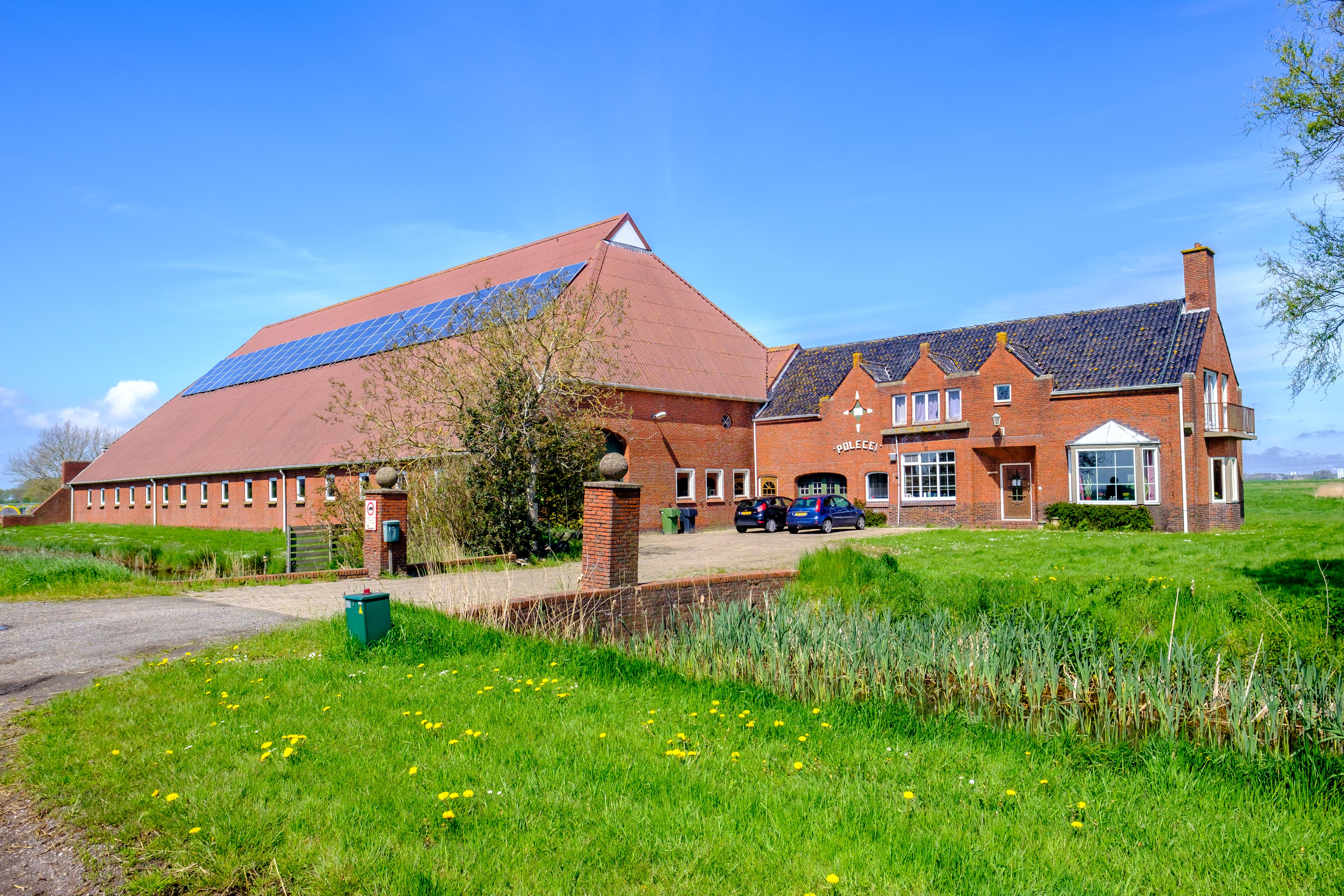
Villaboerderij Polecei uit 1947
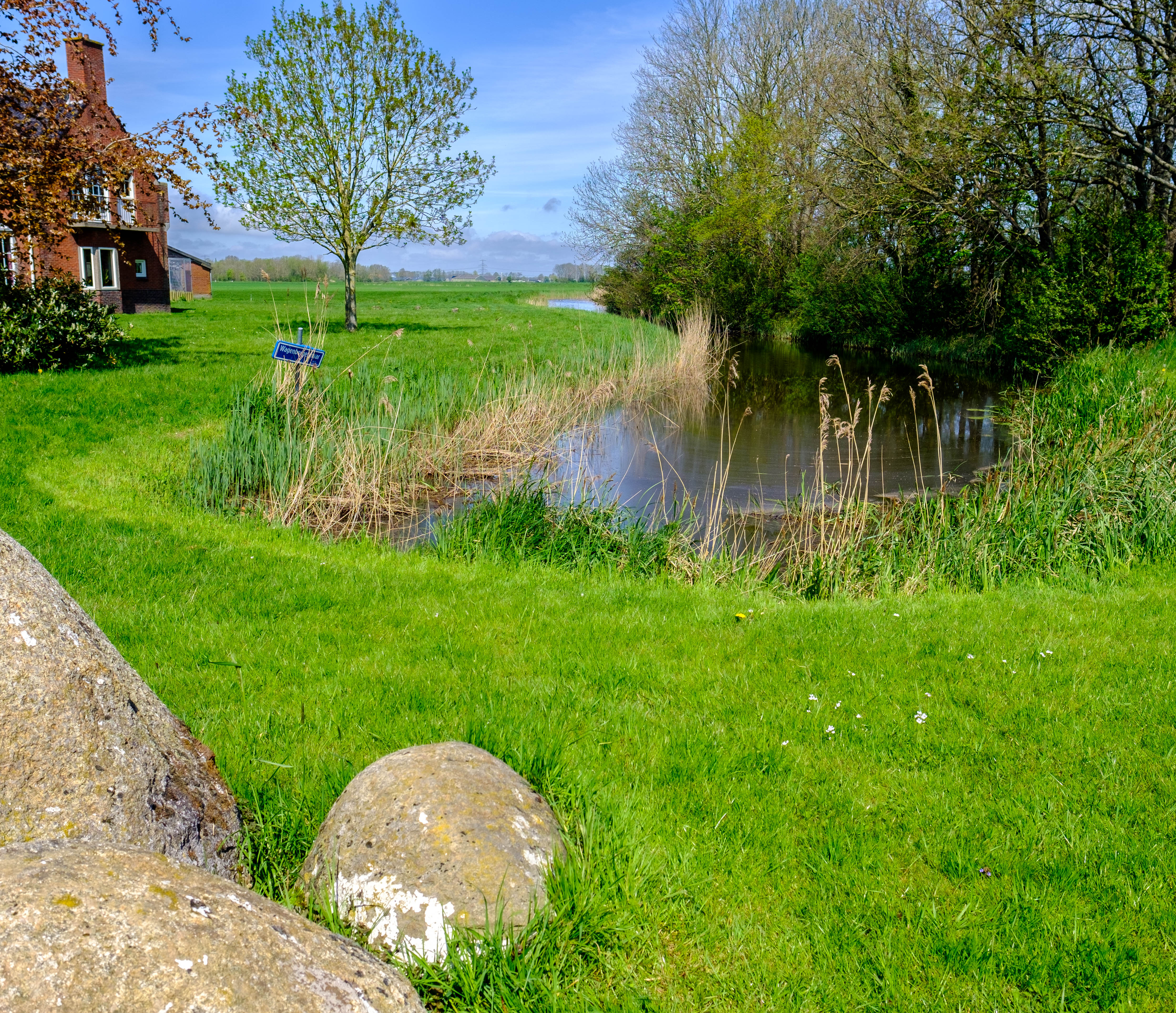
Restant van de Wagenborgermaar naast boerderij Polecei

Groningen: Steden en dorpen      Nederland: Provincies · Gemeenten